# Mustafa Can

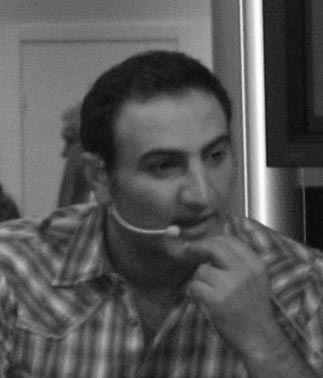
Mustafa Can.

Mustafa Can (nasceu em 15 de outubro de 1969) é um autor e jornalista sueco. Sua primeira novela foi: Tätt intill dagarna que foi publicada em 2006. Sua nacionalidade original é do Curdistão.